# Hyundai Libero
 (mars 2024).
Si vous disposez d'ouvrages ou d'articles de référence ou si vous connaissez des sites web de qualité traitant du thème abordé ici, merci de compléter l'article en donnant les références utiles à sa vérifiabilité et en les liant à la section « Notes et références ».
Le Hyundai Libero est un pick-up basé sur la plate-forme du Hyundai Satellite et vendu par Hyundai Motor de 2000 à 2007.